# Stéphan Guérin-Tillié
Pour les articles homonymes, voir Guérin et Tillie.
Stéphan Guérin-Tillié, né le 22 septembre 1972 à Reims, est un comédien, scénariste, réalisateur et metteur en scène français.

## Biographie
Stéphan Guérin-Tillié est né le 20 juin 1972 à Reims. Il a passé une partie de son enfance à Aurillac dans le Cantal.
À la suite de sa rencontre avec Pierre Romans (metteur en scène), il entre au cours Florent et travaille avec Raymond Acquaviva et Isabelle Nanty.
Il fait ses premiers pas au théâtre sous la direction de Françoise Petit et de Thierry de Peretti. Les rôles à la télévision et au cinéma vont ensuite se succéder.
Découvert par le grand public en 1997 dans Quatre garçons pleins d'avenir de Jean-Paul Lilienfeld, c'est le rôle de Cédric dans le téléfilm Juste une question d'amour en 2000 qui va contribuer à le faire connaître. Ce téléfilm qui relate l'histoire d'amour entre deux jeunes hommes touche par sa justesse et émeut un large public lors de sa diffusion sur France 2.
En 2005, après avoir réalisé deux courts-métrages, il passe à nouveau derrière la caméra pour mettre en scène Edy, son premier long-métrage dont le rôle-titre est interprété par François Berléand. Film noir à l'humour caustique, ce film est aussi le dernier de Philippe Noiret. Marion Cotillard, son ex-compagne, y fait une apparition, incarnant la perfection féminine.

## Filmographie

### Acteur

#### Cinéma
- 1995 : Dans la Cour des grands de Florence Strauss : Sorgo
- 1997 : Quatre garçons pleins d'avenir de Jean-Paul Lilienfeld : Axel
- 1999 : Quand fond la neige où va le blanc ? (court métrage) de Jean-Michel Aubret
- 1999 : J'ai fait des sandwiches pour la route (court métrage) de lui-même
- 1999 : En attendant l'an 2000 (court métrage) de Bruno Moulherat

- 2000 : Quelques jours de trop (court métrage) de Franck Guérin
- 2000 : Carpe diem (court métrage) d'Elisabeth Aubert
- 2001 : Heureuse (court métrage) de Céline Nieszawer : le mécontent
- 2001 : HS Hors Service de Jean-Paul Lilienfeld : Victor
- 2002 : La Sirène rouge d'Olivier Megaton : Julian
- 2004 : Le Grand Rôle de Steve Suissa : Edouard
- 2004 : Je m'indiffère (court métrage) d'Alain Rudaz et Sébastien Spitz : Simon Chandelor
- 2005 : Cavalcade de Steve Suissa : Mickey
- 2007 : Le Fils de l'épicier d'Éric Guirado : François
- 2009 : La Journée de la jupe de Jean-Paul Lilienfeld : François
- 2009 : Je vais te manquer de Amanda Sthers : le jeune homme dans l'avion
- 2009 : Dis-lui, toi (court métrage) de Stéphanie Kalfon
- 2010 : Tête de turc de Pascal Elbé : Samuel Levasseur
- 2011 : Switch de Frédéric Schoendoerffer : le troisième du groupe
- 2012 : As Happy as Possible (court métrage) de Widy Marché : Yvan
- 2013 : En solitaire de Christophe Offenstein
- 2023 : Le Procès Goldman de Cédric Kahn : le président
- 2023 : Noël Joyeux de Clément Michel
- 2024 : Les furies de Camille Ponsin
- 2024 : Kyma de Romain Daudet-Jahan

#### Télévision

##### Séries télévisées
- 1992 : Premiers Baisers : Laurent, le cousin de Jérôme
- 1993 : Antoine Rives, le juge du terrorisme, épisode 2 L'Affaire Sauer-Krabbe de Philippe Lefebvre : Adjoin Hamon
- 1994 : Julie Lescaut, épisode 4, saison 3 Tableau noir de Josée Dayan : Jean-Marc Sénéchal
- 1994 : Police secrets, épisode Les Nuiteux de Josée Dayan : Régnier
- 1995 : La Rivière Espérance (mini-série) de Josée Dayan : Aubin
- 1998 : Le Comte de Monte-Cristo (mini-série) de Josée Dayan : Franz D'Epinay
- 1998 : Les Marmottes (mini-série) de Daniel Vigne et Jean-Denis Robert : Alfred
- 2001 : Les Redoutables, épisode Doggy Dog d'Olivier Megaton : Angus
- 2004-2006 : Zodiaque / Le Maître du Zodiaque (mini-série) de Claude-Michel Rome : Jérôme Saint-André
- 2004 : Boulevard du Palais, saison 6, épisode 2 Le Récidiviste de Renaud Bertrand : Patrick Moll
- 2005 : Les Boeuf-carottes, épisode Parmi l'élite de Josée Dayan : Pujol
- 2006 : Double Peine
- 2007 : Sauveur Giordano, épisode 13 Rendez-moi mon bébé de Bertrand Van Effenterre : Docteur Jerbault
- 2007 : Confidences (mini-série) de Laurent Dussaux : Alex
- 2007 : Greco, épisode 6 Petite Julie de Philippe Setbon : Gu Secondat
- 2007 : Suspectes (mini-série) : Lionel Delplan
- 2008 : Diane, femme flic, saison 5, épisode 3 Deuxième vérité de Josée Dayan : Paul Sentori
- 2008 : Louis Page, saison 1, épisode 22 Dans la peau d'un autre de Christophe Chevalier : Mathieu
- 2009 : La Fille au fond du verre à saké : Etienne Müller
- 2012 : RIS police scientifique, saison 7, épisode 8 Coup de feu de Claire de la Rochefoucauld : Franck Ségur
- 2013 : La Croisière, épisode 4 Les Bons parents de Pascal Lahmani : Christophe
- 2014 : Capitaine Marleau de Josée Dayan, épisode pilote Entre vents et marées : Renan de Kersaint-Gilly
- 2015 : Le Secret d'Élise (mini-série) d'Alexandre Laurent
- 2016 : Section de recherches, saison 10 épisode 5 Saut de l'ange d'Eric Le Roux : Christophe Garcia
- 2016 : Capitaine Marleau de Josée Dayan, épisode 3 Les Mystères de la foi : Père Vincent
- 2016 : Nina, saison 2, épisode 8 Papa, où t'es ? de Hervé Brami : Eric Dumas
- 2016 : Mongeville, saison 3, épisode 6 Amicalement meurtre de Stéphane Malhuret  : Daniel Vergne
- 2018 : Les Innocents (mini-série) de Frédéric Berthe : Éric Moreau
- 2018-2019 : Kepler(s) de Frédéric Schoendoerffer : Antoine Metzger
- 2019 : Commissaire Magellan, épisode La Nébuleuse d'Orion de Stéphan Kopecky : Grégoire Laroche
- 2019 : Meurtres à..., saison 7, épisode 6 La Malédiction de Provins d'Olivier Doran : Renan Thomas
- 2021 : J'ai menti (mini-série) de Frédéric Berthe : Mikel Condé
- 2022 : Capitaine Marleau de Josée Dayan, saison 4, épisodes 5 Morte saison : Vincent Delorme
- 2023 : Citoyens Clandestins (mini-série) de Lætitia Masson
- 2024 : Merteuil de Jessica Palud

##### Téléfilms
- 1995 : Combats de femme (collection), Une femme dans la nuit d'Eric Woreth : Sylvain
- 1996 : Les Liens du cœur de Josée Dayan
- 1996 : L'Orange de Noël de Jean-Louis Lorenzi : Fred
- 1996 : Château Magot de Jean-Louis Lorenzi : Alexandre
- 1997 : Les Héritiers de Josée Dayan : Gérard
- 1999 : Juliette de Jérôme Foulon : Pierrot
- 2000 : La Pierre à marier de Chantal Picault : Philippe
- 2000 : Juste une question d'amour de Christian Faure : Cédric
- 2001 : Margaux Valence : le Secret d'Alice de Christophe Bertrand : l'inspecteur Joubert
- 2003 : Un bébé noir dans un couffin blanc de Laurent Dussaux : Bruno
- 2003 : L'Île maudite de Rémy Burkel : Marc
- 2007 : Vérités assassines d'Arnaud Sélignac : Antoine
- 2008 : Marie-Octobre de Josée Dayan : Claude Duroy
- 2008 : La Journée de la jupe de Jean-Paul Lilienfeld : François
- 2009 : La Liste de Christian Faure : Romain Lombardi
- 2010 : Coup de chaleur de Christophe Barraud : Eric Le Guennec
- 2011 : Le Monde à ses pieds de Christian Faure : Benjamin Lacotte
- 2011 : Bouquet final de Josée Dayan : le jeune homme pervers
- 2012 : Nos retrouvailles de Josée Dayan : Nicolas
- 2013 : Un homme au pair de Laurent Dussaux : Jean-Marc
- 2014 : Richelieu, la Pourpre et le Sang de Henri Helman : Louis XIII
- 2014 : Deux petites filles en bleu de Jean-Marc Therin : Simon Malherbe
- 2018 : Ils ont échangé mon enfant d'Agnès Obadia : Jean-Marc Payet
- 2022 : L'Impasse de Delphine Lemoine : David Segal
- 2023 : Cassandre "À toute volée" de Jérome Portheault

##### Scénariste
- 1999 : J'ai fait des sandwichs pour la route (Court-Métrage)
- 2001 : Requiem(s) (C-M)
- 2005 : Edy (Long-Métrage)
- 2008 : Thalasso (adapté de la pièce d'Amanda Sthers) (L-M)
- 2009 : Convictions (L-M)
- 2014 : La Cavale (L-M)
- 2015 : Une Canaille et demie (L-M) (adapté du roman éponyme de Iain Levinson)
- 2015 : Capitaine Marleau -Les mystères de la foi - (TV)
- 2016 : Capitaine Marleau - Brouillard en Thalasso - (TV)
- 2017 : "Capitaine Marleau - La mémoire enfouie - " (TV)
- 2019 : "Capitaine Marleau - L'arbre aux esclaves - "(TV)
- 2020 : "Crimes parfaits - Un coeur sombre - " (TV)
- 2021 : "Sam - Saison 6 - " (TV)
- 2022 : "Sam - Saison 7 -" (TV)
- 2023 : "Sam - Saison 8 - Première soirée -" (TV)
- 2023 : "Simon Coleman - Les apparences -" (TV)

- 2024 : "Sam - Saison 9 - Directeur de collection -" (TV)
- 2024 : "Simon Coleman - Mort sur le green -" (TV)

### Réalisateur
- 1999 : J'ai fait des sandwichs pour la route (court métrage)
- 2001 : Requiem(s) (court métrage)
- 2005 : Edy (long métrage)

## Théâtre

### Comédien
- 2002 : Baron de Jean-Marie Besset, mise en scène de l'auteur et Gilbert Désveaux, théâtre Tristan-Bernard
- 2012 : Une semaine... Pas plus ! de Clément Michel
- 2016 : Addition de Clément Michel, mise en scène David Roussel, Théâtre de la Gaîté-Montparnasse
- 2018 : Addition de Clément Michel, mise en scène David Roussel, Théâtre des Béliers (festival Off d'Avignon)

### Auteur
- 2008 : L'Effet papillon, coécrit avec Caroline Duffau

### Metteur en scène
- 2006 : Pouchkine, le journal secret adapté du Journal secret de Pouchkine, création au Théâtre du Marais
- 2007 : Thalasso d'Amanda Sthers, création au théâtre Hébertot
- 2008 : L'Effet papillon de Stéphan Guérin-Tillié et Caroline Duffau, création pour le Festival d'Avignon au Théâtre du Chien Qui Fume
- 2012 : Une semaine pas plus de Clément Michel